# Stretto Dolphin e Union
Lo stretto Dolphin e Union, amministrativamente suddiviso tra il Nunavut e i Territori del Nord-Ovest del Canada, separa la terraferma canadese dall'Isola Victoria. Collega il Golfo di Amundsen a nordovest, con il Golfo dell'incoronazione a sudest. All'estremità sudorientale dello stretto si trova la Baia di Austin, appartenente al Nunavut.

## Etimologia
Lo stretto deriva la sua denominazione dal nome delle due navi, la Dolphin e la Union, utilizzate nel 1826 dall'esploratore e naturalista inglese John Richardson durante la sua spedizione in questi territori allora inesplorati.

## Caratteristiche
Lo stretto è lungo circa 161 km con un'ampiezza che varia tra 32 e 64 km. 
Alla fine della primavera, quando le sue acque sono ancora ghiacciate, permette il transito dei caribù dal continente verso l'Isola Victoria dove trascorrono l'estate, facendo poi ritorno verso la terraferma all'inizio della stagione invernale quando le acque tornando a congelarsi. Negli ultimi decenni lo spessore del ghiaccio si è continuamente ridotto passando dai circa due metri all'inizio degli anni 1960, agli attuali 110-120 cm. 
Gli Inuit che vivono in queste zone sono conosciuti come Copper Inuit, o eschimesi del rame, discendenti da quelle popolazioni aborigene da sempre stanziate in questi territori.
Nello stretto sono presenti alcune isole, tra cui le isole Liston e Sutton, sede storica della tribù Noahonirmiut dei Copper Inuit.